# Hans Ulrich Schlaepfer
Hans Ulrich Schlaepfer (auch Schläpfer) (* 30. Juni 1893 in Zürich; † 14. Dezember 1985 ebenda), heimatberechtigt in Speicher sowie Zürich, war ein Schweizer Politiker (FDP).

## Biografie
Hans Ulrich Schlaepfer, Sohn des Arztes Johann Ulrich Schlaepfer sowie der Anna geborene Rosenmund, wandte sich nach der abgelegten Matura dem Studium der Rechtswissenschaften an der Universität Zürich zu, das er 1918 mit dem Erwerb des akademischen Grades eines Dr. iur. abschloss.
Hans Ulrich Schlaepfer war in der Folge an den Bezirksgerichten Hinwil und Zürich, bei der Amtsvormundschaft sowie am kantonalen Versicherungsgericht eingesetzt, bevor er 1919 die Stelle des Sekretärs der Zürcher Handelskammer übernahm; dort war er von 1943 bis zum Ruhestand 1961 Direktor. Er trat auch als Verfasser von Referaten und Publikationen zu Wirtschaft und Politik hervor.
Schlaepfer war mit Frieda Kägi verheiratet und verstarb 1985 in Zürich.

### Politische Funktionen
Hans Ulrich Schlaepfer gehörte von 1934 bis 1962 der FDP-Fraktion des Zürcher Kantonsrats an; dort war er 1951 an der Ausarbeitung des Zürcher Steuergesetzes beteiligt. Zwischen 1946 und 1947 vertrat er seinen Kanton im Nationalrat.

## Publikation
- Tätigkeit und Aufgaben der Zürcher Handelskammer: Vortrag..., Verlag der Zürcher Handelskammer, Zürich, 1943